# NGC 3871
NGC 3871 é uma galáxia espiral (Sb) localizada na direcção da constelação de Ursa Major. Possui uma declinação de +33° 06' 34" e uma ascensão recta de 11 horas, 46 minutos e 10,1 segundos.
A galáxia NGC 3871 foi descoberta em 3 de Abril de 1831 por John Herschel.